# Marianna Cel
Marianna Cel, ps. „Tereska” (ur. 14 stycznia 1918 w Budach, obecnie części wsi Cis, zm. ?) – hubalczyk, jedyna kobieta-żołnierz w oddziale mjra Henryka Dobrzańskiego.

## Życiorys

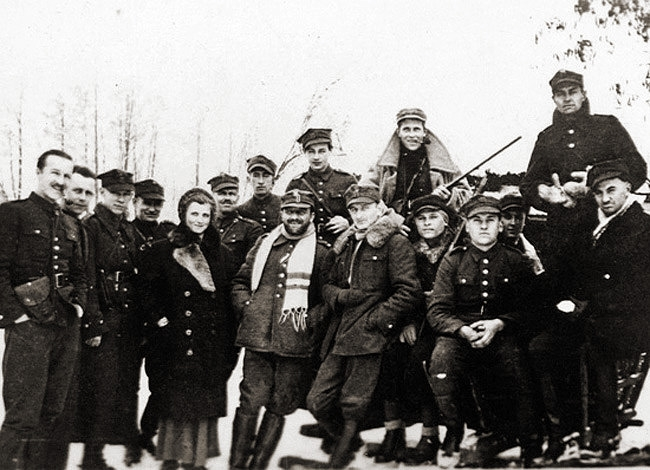
Na zdjęciu oddział Henryka Dobrzańskiego. Wśród żołnierzy znajduje się Marianna Cel

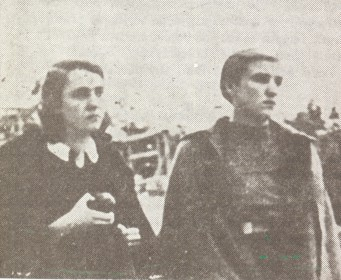
Cel Marianna „Tereska” (na zdjęciu pierwsza z prawej w towarzystwie Ludmiły Żero, łączniczki OWWP)

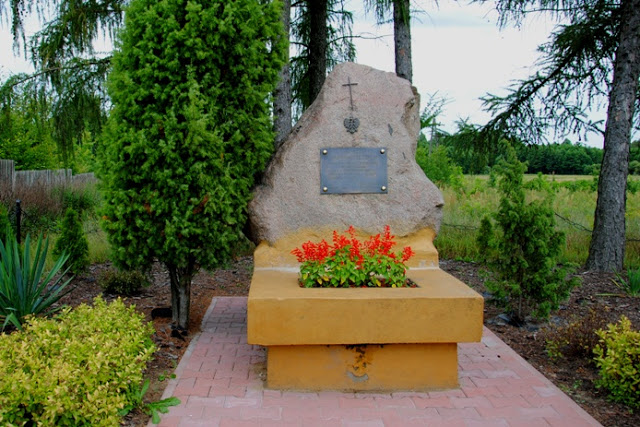
Obelisk w Cisie upamiętniający Mariannę Cel ps. Tereska

Rodzicami Marii byli Franciszek Cel i Bronisława Cel z Łuczyńskich (lat 26). Miała rodzeństwo, siostry Zofię i Janinę oraz brata Jana. Kiedy miała trzy lata zmarł jej ojciec, a mając sześć lat utraciła matkę. Przeprowadzała żołnierzy we wrześniu 1939 bezpiecznymi ścieżkami przez okoliczne lasy, a następnie z własnej inicjatywy przecinała niemieckie linie telefoniczne. Po zobaczeniu patrolu ułanów zapragnęła wstąpić do oddziału. Została w Cisie po najściu Niemców na wieś. Była indagowana, ale przez nikogo nie została zdradzona. Wyjechała ze wsi i przybyła do Bielaw w wigilię Bożego Narodzenia. Została w oddziale po jego demobilizacji. Była uczestnikiem patrolu na posterunek policji w Chlewiskach, a podczas boju pod Huciskiem opatrywała rannych. Za odwagę wykazaną podczas tego ostatniego starcia została awansowana do stopnia starszego ułana. Wyjechała z zadaniem zleconym przez „Hubala” przed ostatnią walką oddziału pod Anielinem. Po śmierci majora Dobrzańskiego mieszkała w Rzeczycy, a później wyjechała do Warszawy. Była poszukiwana przez Niemców. Przez pewien czas jeździła jako łączniczka na trasie Warszawa-Lwów, a później (w 1942) wszelki ślad po niej zaginął.
Data śmierci i miejsce pochówku nie są znane. Istnieje szereg sprzecznych relacji o okolicznościach śmierci lub dalszych dziejach, m.in. pobycie na emigracji, przeżyciu wojny i pobycie w okolicach Radoszyc pod zmienionym nazwiskiem. W rodzinnej miejscowości Cis znajduje się pomnik poświęcony jej pamięci.